# Grosstraktor
Grosstraktor, Großtraktor (укр. «Великий трактор») — серія німецьких прототипів середнього танка часів Веймарської республіки і початкового етапу становлення нацистської Німеччини . По суті, це три різні машини, вироблені по два екземпляри на заводах фірм "Рейнметал-Борзіг", "Круп" і "Даймлер-Бенц" . Прототипи «Даймлер-Бенц» будувалися довше за інших, проте їм було присвоєно умовну назву Grosstraktor I, прототипам же «Рейнметал-Борзіг» та «Круп» — Grosstraktor II та Grosstraktor III відповідно. Проте всі три різновиди машин були дуже схожі між собою, тому в історію вони увійшли під загальною назвою.

## Історія створення
Враховуючи досвід Першої світової війни, німецьке командування розуміло необхідність створення власних бронетанкових сил, проте за умовами Версальського договору створювати їх було заборонено. До середини 1920-х років бюро з озброєння Сухопутних військ розробило секретні вимоги до важкого танка масою 20 т. У 1925 Rheinmetall-Borsig, Krupp і Daimler-Benz отримали завдання розробити важкі танки під кодовою назвою «Armeewagen 20» німецького означає буквально «армійський візок зразка 1920 року». Потім назву змінили на Grosstraktor, що означає "великий трактор". Тим самим німці завуалювали створення бойових машин під трактори, призначені для потреб сільського господарства.
Як вимоги значилося:
- маса 15 тонн,
- довжина 6 метрів,
- висота 2,40 метра,
- швидкість 40 км/год,
- питомий тиск на ґрунт - близько 0,5 кг/см²,
- розміщення однієї 75-мм гармати KwK L/24 в головній вежі та 2-4 кулеметів у малій вежі, в корпусі та в головній вежі (спарений з гарматою),
- долається стінка заввишки до 1 метра,
- долаючий підйом до 30°,
- долається брід глибиною 0,8 метра.

Кожна з фірм-учасниць проекту мала побудувати по 2 прототипи з м'якої неброньової сталі з товщиною металевих листів 6—14 мм . Армійське командування одразу розраховувало впровадити принцип взаємозамінності основних вузлів важких танків, що вплинуло на їх зовнішній вигляд та конструктивні елементи. Усі машини передбачалося збирати на заводах "Рейнметал-Борзиг". У 1928 році закінчили складання досвідчених зразків фірми «Крупп» та «Рейнметал». А 1929 року був готовий і перший танк фірми «Даймлер-Бенц». Складання другого зразка затяглося до 1930 року. Компонування «великих тракторів» було дуже схоже на англійські танки часів Першої світової — гусениці, що оперізують, і ромбовидний силует машини. Екіпаж становив 6 людей. Озброєнням служила короткоствольна гармата KwK L/24 і три кулемети, один з яких був встановлений в одномісній вежі в кормовій частині машини. Також відомо, що на одну з машин Даймлер-Бенц передбачалася установка 150-мм гаубиці замість основної зброї.
Ходова частина, при видній ідентичності у всіх машин, дещо відрізнялася. Наприклад, у танка фірми «Даймлер-Бенц» вона складалася з 16 здвоєних ковзанок малого діаметра на один борт, зблокованих у 8 візків, 3 підтримуючих роликів, переднього напрямного та заднього ведучого колеса. При цьому шість візків опорних котків з'єднувалися в три блоки, а два передні залишалися незалежними. Як пружні елементи підвіски використовувалися пластинчасті ресори. У свою чергу, у танка фірми «Крупп», стосовно одного борту, було по 14 опорних ковзанок (крайні ковзанки були трохи більшого діаметру) зблокованих в 7 візків, 2 незалежні ковзанки спереду і ззаду, 3 підтримуючі ролики, переднє напрямне і заднє провідне колесо. Ходова частина танка фірми «Рейнметал-Борзиг» була оснащена, на один борт, 16 опорними катками, зблокованими в 8 візків, 3 незалежними роликами (2 попереду і один ззаду) і 3 роликами, що підтримують. Розташування провідних та напрямних коліс не змінилося. Цей танк єдиний з усіх, котрий мав евакуаційний люк у бортовому екрані.
Бойова маса машин також була різною: найважчим «трактором» виявився зразок «Даймлер-Бенц», чия вага перевалила за 19 тонн, круппівський зразок мав бойову масу 16 тонн, а прототип фірми «Рейнметал-Борзиг» — 15 тонн.

## Випробування в СРСР
Машини "Даймлер-Бенц", остання з яких була побудована тільки в 1930 році, отримали номери 41 і 42, до яких згодом додалася назва "Grosstraktor I", машини фірми "Круп" - № 43 і 44, "Grosstraktor III", рейнметалівські. «сільгоспмашини» були позначені за № 45 та 46, «Grosstraktor II».
Так як виробництво та використання бойових машин у Німеччині того періоду було заборонено Версальським договором, усі шість машин таємно були переправлені для випробувань під Казанню . Однак повноцінні випробування танків провести не вдалося через відсутність озброєння на двох машинах та використання неброньованої сталі. Незадовільними виявилися і ходові випробування: машини «Даймлер-Бенц» та «Крупп» було знято з них через постійні поломки в трансмісії та ходовій частині. При цьому прототипи "Даймлер-Бенц" "на двох" змогли проїхати лише 66 км. Найкраще показали себе танки «Рейнметал», проїхавши загалом понад 1200 км. При цьому практично у всіх машин регулярно скидало гусениці (всі машини були із заднім розташуванням ведучого колеса), у зв'язку з чим були встановлені гусеничні стрічки іншої конструкції. У зв'язку з цим німецькою місією було зроблено висновки, що надійнішим буде розташування провідного колеса спереду, що було реалізовано згодом практично всіх машинах часів Другої Першої світової.
З позитивних моментів слід зазначити, що на рівній дорозі танки розвивали швидкість до 44 км/ч, а озброєння на той момент цілком відповідало вимогам часу.

## Повернення до Німеччини
Після згортання радянсько-німецького співробітництва у військовій сфері танки були відправлені до Німеччини. В ангарах та майстернях навчального центру «Кама» у Казані німці педантично зібрали всі «деталі секретних машин», аж до останньої гайки. У 1934 році одна машина Grosstraktor I була доставлена в 1-й танковий полк і встановлена на постамент при штабі в Ерфурті, друга машина з тією ж метою була відправлена в 5-й танковий полк у Вюнсдорфі. Прототипи танків фірм «Крупп» і «Рейнметалл-Борзиг» ще близько року продовжували експлуатувати як навчальні, а в серпні 1935 року їх задіяли в широкомасштабних маневрах німецької армії у складі 1-ї танкової дивізії, де також використовувалися перші легкі танки Pz. I. Через кілька місяців «гросстрактори» передали до танкової школи в Пултосі, але вже в 1937 році по одному танку обох фірм також встановили як пам'ятники казарм 5-го танкового полку. Інші дві машини закінчили свою кар'єру як наглядні приклади і під час війни були розібрані на металлобрухт.

## Grosstraktor у комп'ютерних іграх
- Grosstraktor присутня в екшен ММО-РПГ грі World of Tanks Blitz як важкий німецький колекційний танк III рівня.

- Grosstraktor також присутній в екшен-грі World of Tanks, як середній німецький акційний танк III-рівня.

- У грі Hearts of Iron 4 Grosstraktor представлений як важкий танк 1 рівня